# تكامل أوروبي

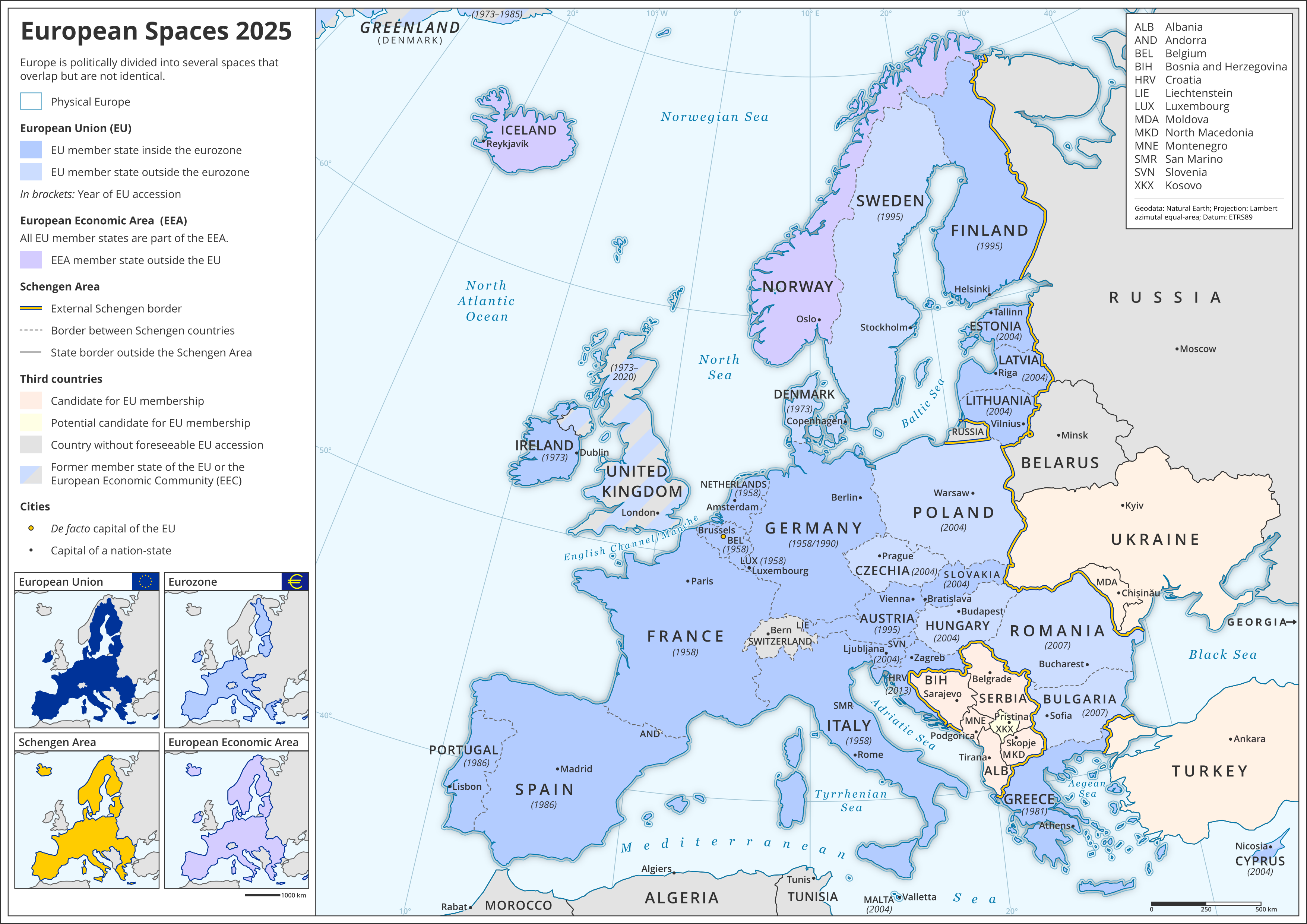
مستويات مختلفة من التكامل الأوروبي

التكامل الأوروبي هو عملية تكامل صناعي واقتصادي وسياسي وقانوني واجتماعي وثقافي للدول كلياً أو جزئياً في أوروبا أو القريبة منها. إن التكامل الأوروبي جاء في المقام الأول من خلال الاتحاد الأوروبي وسياساته.

## نبذة تاريخية
في العصور القديمة، حققت الامبراطورية الرومانية التكامل بين مقاطعات أوروبية و‌البحر الأبيض المتوسط متعددة. وفي بعض الأحيان أعيد تفسير العديد من المزاعم اللاحقة بخلافة الإمبراطورية الرومانية، فضلا عن الإمبراطورية الكلاسيكية ذاتها، في ضوء التكامل الأوروبي في مرحلة ما بعد عام 1950 باعتباره مصدرا للإلهام وسوابق تاريخية.

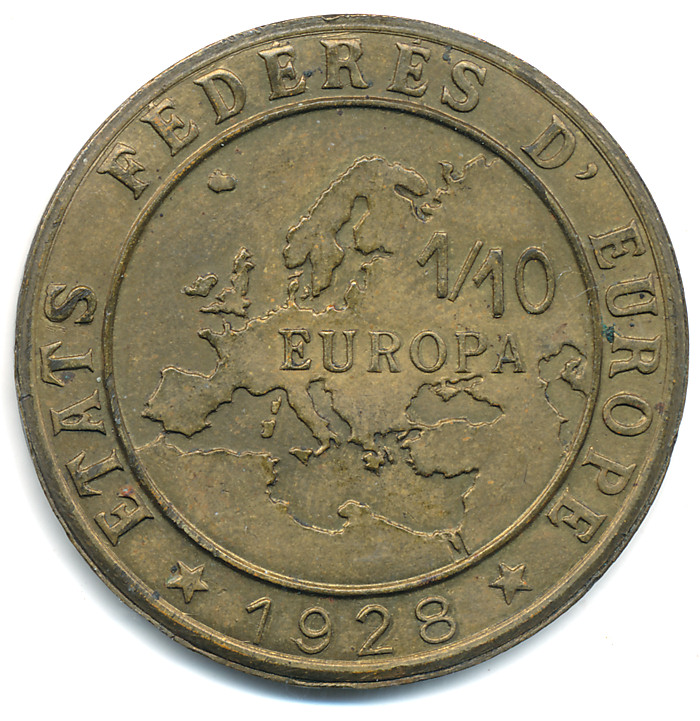
A 1928 Europa coin for the hypothetical "Federated States of Europe" (États fédérés d'Europe)

في أعقاب كارثة الحرب العالمية الأولى، بدأ المفكرون والحالمون من مجموعة من التقاليد السياسية من جديد في طرح فكرة أوروبا الموحدة سياسيا. في أوائل العشرينات تم تأسيس مجموعة من الشركات الدولية (أو أعيد تأسيسها) لمساعدة الأحزاب السياسية ذات التفكير المماثل على تنسيق أنشطتها. وتراوح ذلك بين كومنترن (1919)، ومنظمة العمل الاشتراكية الدولية (1921)، والوفاق الراديكالي والديمقراطي للأحزاب التقدمية المنتمية إلى يسار الوسط (1924)، والمنظمة الدولية الخضراء لأحزاب المزارعين (1923)، والأمانة الدولية للأحزاب الديمقراطية من يمين الوسط المستوحاة من المسيحية (1925). وفي حين كانت صلاحيات هؤلاء الدوليين عالمية، فإن هيمنة الأحزاب السياسية من أوروبا كانت تعني أنها سهلت التفاعل بين أتباع أيديولوجية معينة، عبر الحدود الأوروبية. وفي إطار كل تقليد سياسي برزت أصوات تدعو ليس فقط إلى التعاون بين مختلف الأحزاب الوطنية، بل وأيضا إلى السعي إلى إنشاء مؤسسات سياسية على المستوى الأوروبي.
وكان ريتشارد فون كودنهوف كاليرجي أول من عبر عن هذا الرأي، وكان من بين هؤلاء الذين رسموا رؤية محافظة للوحدة الأوروبية في بيان عموم أوروبا (1923). فقد انعقد المؤتمر الأول لبلدان أوروبا الكبرى في فيينا في عام 1926، وكانت الجمعية تضم 8000 عضو وقت انهيار وال ستريت. وكان الهدف من ذلك أوروبا مسيحية على وجه التحديد، وضمنيا كاثوليكية. وقد نشر الموظف الحكومي والوزير المحافظ المستقبلي آرثر سالتر كتابا يدعو إلى الولايات المتحدة الأوروبية في عام 1933.
وفي المقابل رفع المفوض السوفيتي (وزير) ليون تروتسكي شعار «لالولايات المتحدة الأوروبية السوفياتية» عام 1923 مناصرا لتوحيد أوروبا على أساس المبادئ الشيوعية.
وبين الأحزاب الليبرالية الديمقراطية، اتخذ يسار الوسط الفرنسي عدة مبادرات لتجميع الأحزاب ذات التفكير المماثل من الدول الأوروبية. ففي عام 1927، أنشأ السياسي الفرنسي إميل بوريل، زعيم الحزب الراديكالي المنتمي إلى يسار الوسط ومؤسس «الدولية الراديكالية»، لجنة فرنسية للتعاون الأوروبي، وأنشأت عشرين دولة أخرى لجانا مماثلة. ومع ذلك، فقد ظل مشروعا للنخبة: فاللجنة الأكبر، وهي اللجنة الفرنسية، كانت تضم أقل من ستمائة عضو، وكان ثلثاهم من البرلمانيين. وذهب رئيسا وزراء فرنسيان من يسار الوسط إلى ما هو أبعد من ذلك. وفي عام 1929، ألقى أريستيد بريان كلمة في حضور جمعية عصبة الأمم اقترح فيها فكرة إقامة اتحاد للدول الأوروبية يقوم على التضامن وسعيا لتحقيق الرخاء الاقتصادي والتعاون السياسي والاجتماعي. وفي عام 1930، وبناء على طلب من الجامعة، قدم برياند مذكرة حول تنظيم نظام للاتحاد الفيدرالى الاوروبى. وفي العام التالي نشر رئيس الوزراء الفرنسي المقبل إدوار هيريو كتابه «الولايات المتحدة الأوروبية». والواقع أن نموذجا لمثل هذا النظام كان قائما بالفعل، في هيئة اتحاد جمركي ونقدي بلجيكي ولكسمبرغي في عام 1921.
جاء تأييد مقترحات يسار الوسط الفرنسى من سلسلة من الشخصيات البارزة. والواقع أن العديد من خبراء الاقتصاد البارزين، الذين أدركوا أن السباق الاقتصادي إلى القاع بين الدول كان سببا في خلق قدر أعظم من عدم الاستقرار على الإطلاق، أيدوا وجهة النظر: وكان بينهم جون مينارد كينز. وتذكر عالم السياسة والخبير الاقتصادي الفرنسي بيرتراند جوفينل بعد 1924 مزاجا واسعا يدعو إلى «تآلف المصالح الوطنية على غرار اتحاد أوروبي من اجل الازدهار المشترك». أعرب الفيلسوف والسياسي الإسباني، أورتغا واي جاست، عن موقف يشاركه فيه الكثيرون داخل إسبانيا الجمهورية: «الوحدة الأوروبية ليست خيالاً، بل حقيقة في حد ذاتها؛ والخيال هو العكس تماماً: الاعتقاد بأن فرنسا أو ألمانيا أو إيطاليا أو إسبانيا هي حقائق جوهرية ومستقلة». واكد رئيس الوزراء اليونانى اليفثيريوس فينيزيلوس في كلمة القاها عام 1929 على دعم حكومته قائلا «ان الولايات المتحدة الأوروبية ستمثل، حتى بدون روسيا، قوة قوية بما يكفى لدفع الازدهار في القارات الأخرى إلى مستوى مرضٍ.»
أزمة الكساد الكبير، وصعود الفاشية والشيوعية، ولاحقًا الحرب العالمية الثانية منعت الحركات بين الحربين من اكتساب المزيد من الدعم: بين عامي 1933 و1936 أصبحت معظم الديمقراطيات المتبقية في أوروبا دكتاتوريات، وحتى إسبانيا أورتيغا واليونان فينيزيلوس قد سقطت في حرب أهلية. ولكن على الرغم من أن أنصار الوحدة الأوروبية، سواء كانوا ديمقراطيين اجتماعيين، أو ليبراليين، أو ديمقراطيين مسيحيين، كانوا خارج السلطة أثناء ثلاثينيات القرن العشرين وعاجزين عن وضع أفكارهم موضع التنفيذ، فإن العديد منهم سوف يجدون أنفسهم في السلطة في أربعينيات وخمسينيات القرن العشرين، وهم في وضع أفضل يسمح لهم بتنفيذ علاجاتهم السابقة ضد الأزمة الاقتصادية والسياسية.
في نهاية الحرب العالمية الثانية، كان المناخ السياسي القاري مؤيدا للوحدة في البلدان الأوروبية الديمقراطية، التي كان كثيرون ينظرون إليها باعتبارها وسيلة للهروب من الأشكال المتطرفة للقومية التي دمرت القارة.
وفي كلمة ألقاها في 19 سبتمبر 1946 في جامعة زيورخ في سويسرا، اقترح ونستون تشرشل إنشاء الولايات المتحدة الأوروبية. ومع ذلك، يحتوي الخطاب نفسه على ملاحظات، أقل اقتباسا، توضح أن تشرشل لم ير في البداية أن بريطانيا جزء من الولايات المتحدة الأوروبية هذه:

## منظمات المواطنين التي تدعو لمزيد من التكامل
تشكلت العديد من المنظمات الفيدرالية عبر الوقت لدعم فكرة أوروبا الفيدرالية، وتشمل اتحاد الفيدراليين الأوروبيين، والحركة الأوروبية الدولية، والحزب الأوروبي الفيدرالي. اتحاد الفدراليين الأوروبيين هو منظمة أوروبية غير حكومية تهدف إلى أوروبا فيدرالية. يتكون الاتحاد من 20 منظمة مكونة، وهي نشطة على المستويات الأوروبية والوطنية والمحلية لأكثر من 50 عامًا. الحركة الأوروبية الدولية هي جمعية ممارسة للضغط تعمل في تنسيق جهود الجمعيات والمجالس الوطنية بهدف تعزيز التكامل الأوروبي ونشر المعلومات عنه. الحزب الأوروبي الفدرالي هو الحزب السياسي المؤيد لأوروبا وعموم أوروبا والفيدرالية؛ والذي يدعو إلى مزيد من التكامل مع الاتحاد الأوروبي وإنشاء أوروبا الفيدرالية؛ ويهدف إلى جمع كل الأوروبيين لتعزيز الفيدرالية الأوروبية والمشاركة في الانتخابات في جميع أنحاء أوروبا. يملك الحزب أفرعًا وطنية في 15 دولة.

## تداخل العضوية في مختلف الاتفاقات
هناك اتفاقيات مختلفة ذات عضوية متداخلة. وتشارك عدة دول في عدد من الاتفاقات أكبر من غيرها.

### العضوية المشتركة للدول الأعضاء في الاتحاد الأوروبي
All الدول الأعضاء في الاتحاد الأوروبي (EU) are members of the:
- منظمة الأمن والتعاون في أوروبا (OSCE), Secretariat: Vienna, Austria
- مجلس أوروبا (CoE), HQ: Strasbourg, France
- المنظمة الأوروبية لسلامة الملاحة الجوية (Eurocontrol), HQ: Brussels, Belgium
- المعهد الأوروبي لمعايرة الاتصالات (ETSI), HQ: Sophia Antipolis, France
- اللجنة الأوروبية للتقييس الكهروتقني (CENELEC), HQ: Brussels, Belgium
- الاتحاد الجمركي للاتحاد الأوروبي (EUCU)
- اللجنة الأولمبية الأوروبية (EOC), HQ: Rome, Italy
- الجماعة الأوروبية للطاقة الذرية (EAEC, Euratom)
- منطقة المدفوعات الأوروبية الموحدة (SEPA)
- اتحاد البث الأوروبي (EBU), HQ: Geneva, Switzerland
- الاتحاد الأوروبي لكرة القدم (UEFA), HQ: Nyon, Switzerland

are located in the منطقة البث الأوروبية (EBA)

## مستقبل التكامل الأوروبي
لا توجد نهاية ثابتة لعملية التكامل. يُشار أحيانًا إلى النقاش حول الشكل أو التكوين السياسي النهائي المحتمل للاتحاد الأوروبي باسم النقاش حول السياسة النهائية. يُعتبر التكامل وتوسيع الاتحاد الأوروبي من القضايا الرئيسية في السياسة الأوروبية، وكل منهما على المستوى الأوروبي والوطني والمحلي. يمكن أن يتعارض التكامل مع السيادة الوطنية والهوية الثقافية، ويعارضه الشكوكيون في أوروبا. أطلقت دول بيلاروسيا وكازاخستان وروسيا في شرق الاتحاد الأوروبي إنشاء الاتحاد الأوراسي في عام 2015، والذي انضمت إليه أرمينيا وقيرغيزستان لاحقًا. كان من المحتمل انضمام دول أخرى في المنطقة مثل مولدوفا وطاجيكستان.
أنشأت دول ما بعد الاتحاد السوفيتي المتنازع عليها مثل أبخازيا، وأرتساخ، وأوسيتيا الجنوبية، وترانسنيستريا جمعية للديمقراطية وحقوق الأمم لتكامل أوثق فيما بينها. اختارت بعض دول أوروبا الشرقية مثل أرمينيا التعاون مع كل من الاتحاد الأوروبي والاتحاد الأوروبي الآسيوي. صرح تيغران سركسيان، رئيس اللجنة الاقتصادية الأوروبية الآسيوية، في 24 فبراير عام 2017 أن موقف أرمينيا تجسد بالتعاون والعمل مع كل من الاتحاد الأوروبي والاتحاد الأوراسي؛ وصرح سركسيان أيضًا بوجود اتفاقية شراكة جديدة للاتحاد الأوروبي بين أرمينيا والاتحاد الأوروبي في طور الانتهاء، وذلك على الرغم من عضوية أرمينيا في الاتحاد الأوروبي الآسيوي.
أُشرِكت عدة دول في أوروبا الشرقية مع الاتحاد الأوروبي بهدف تنمية العلاقات الاقتصادية والسياسية. تُعد الجمعية البرلمانية الأوروبية، التي تأسست في عام 2003، المنتدى البرلماني الدولي الذي يشارك فيه أعضاء البرلمان الأوروبي والبرلمانات الوطنية لأوكرانيا، ومولدوفا، وبيلاروسيا، وأرمينيا، وأذربيجان، وجورجيا، ويقيمون علاقات سياسية واقتصادية أوثق مع الاتحاد الأوروبي. تشارك كل هذه الدول في برنامج الشراكة الشرقية للاتحاد الأوروبي. تُعد منظمة التعاون الاقتصادي للبحر الأسود وجمعية الخيار الديمقراطي منظمات أخرى تأسست لتعزيز التكامل الأوروبي والاستقرار والديمقراطية. أشار البرلمان الأوروبي في 12 يناير عام 2002 إلى احتمال انضمام أرمينيا وجورجيا إلى الاتحاد الأوروبي في المستقبل. تُعد جورجيا حاليًا الدولة الوحيدة في القوقاز التي تسعى بنشاط للحصول على عضوية الاتحاد الأوروبي.

### معاهدة الأمن الأوروبية
أعلن الرئيس الروسي دميتري ميدفيديف في عام 2008 عن مفهوم جديد للسياسة الخارجية الروسية؛ ودعا إلى إنشاء مساحة مشتركة في منطقة أوروبا الأطلسية وأوراسيا «من فانكوفر إلى فلاديفوستوك». اقترح الرئيس ميثاقًا أمنيًا أوروبيًا جديدًا يشمل جميع دول أوروبا ورابطة الدول المستقلة والولايات المتحدة في 5 يونيو عام 2009 في برلين. ظهرت نسخة مسودة من معاهدة الأمن الأوروبية في 29 نوفمبر عام 2009. تحدث الرئيس الفرنسي ساركوزي بإيجابية عن أفكار ميدفيديف، ودعا إلى توثيق العلاقات الأمنية والاقتصادية بين أوروبا وروسيا. دعا الرئيس الأوكراني فيكتور يانوكوفيتش أيضًا إلى تكامل أقوى بين أوروبا وأوكرانيا وروسيا. أعلن كل من وزيرة الخارجية الأمريكية هيلاري كلينتون ورئيس حلف الناتو أندرس فوغ راسموسن عن عدم ضرورة مثل هذه الاتفاقية الجديدة.

### مساحة مشتركة من لشبونة إلى فلاديفوستوك
دعا رئيس الوزراء الروسي فلاديمير بوتين في صحيفة ألمانية في عام 2010 إلى مساحة اقتصادية مشتركة أو منطقة تجارة حرة أو تكامل اقتصادي أكثر تقدمًا يمتد من لشبونة إلى فلاديفوستوك. قال أيضًا إنه من المحتمل جدًا أن تنضم روسيا إلى منطقة اليورو يومًا ما. أعرب الرئيس الفرنسي نيكولا ساركوزي في عام 2010 اعتقاده بأنه بعد 10 أو 15 عامًا سيكون هناك فضاء اقتصادي مشترك بين الاتحاد ال3أوروبي وروسيا مع نظام بدون تأشيرة ومفهوم عام للأمن.

### مفهوم مساحة قانونية واحدة لرابطة الدول المستقلة وأوروبا
أنتج الباحث القانوني الروسي أوليغ كوتافين والاقتصادي ألكسندر زاخاروف مفهوم الفضاء القانوني الوحيد لرابطة الدول المستقلة وأوروبا في عام 2002. دُمِجت هذه الفكرة بالكامل في قرار منتدى موسكو القانوني لعام 2003، وجمع المنتدى ممثلين عن أكثر من 20 دولة من بينها 10 دول من رابطة الدول المستقلة. أصدر كل من الاتحاد الدولي للحقوقيين لرابطة الدول المستقلة والاتحاد الدولي (الكومنولث) للمحامين في عام 2007 قرارات تدعم بقوة مفهوم الفضاء القانوني الوحيد لأوروبا ودول ما بعد الاتحاد السوفيتي.
قال المفهوم: «يجب أن تكون روسيا وبلدان رابطة الدول المستقلة الأخرى موجهة نحو الأسرة القانونية القارية للقانون الأوروبي من أجل تحسين تشريعاتها، وهذا شيء واضح. إن نظام القانون المدني أقرب بكثير إلى الدول الروسية وبلدان رابطة الدول المستقلة الأخرى؛ وسيكون مفيد في تنسيق تشريعات بلدان رابطة الدول المستقلة والجماعة الأوروبية، ولكن ينبغي أيضا التحقيق في جميع قيم القانون العام بشأن موضوع التنفيذ المحتمل في بعض القوانين والقواعد. اقتُرِح تنفيذ عملية إدخال مفهوم الفضاء القانوني الوحيد وفضاء واحد لسيادة القانون في أوروبا ورابطة الدول المستقلة في أربع خطوات:
1. خطط التنمية على المستوى الوطني فيما يتعلق باعتماد معايير قانونية مختارة للمفوضية الأوروبية في تشريعات بلدان رابطة الدول المستقلة.
2. تعزيز تدابير مواءمة القانون بهدف تطوير مساحة قانونية واحدة لأوروبا وبلدان رابطة الدول المستقلة في مجال القانون التجاري وقانون الشركات.
3. جعل مواءمة الممارسة القضائية لبلدان رابطة الدول المستقلة متوافقة مع مبادئ سيادة القانون؛ وتنسيق المتطلبات الأساسية لسيادة القانون في بلدان رابطة الدول المستقلة مع المعايير القانونية للاتحاد الأوروبي.
4. تطوير أفكار ميثاق رويشي (المعاهدة الدولية لحماية المؤسسات الفنية والعلمية والآثار التاريخية التي بدأها المفكر الروسي نيكولاس رويشي ووقعها في عام 1935 من قبل 40% من الدول ذات السيادة في واشنطن العاصمة) في قانون بلدان رابطة الدول المستقلة والقانون الأوروبي.[28]